# Anne-Eva Brauneck
Anne-Eva Brauneck (* 9. Dezember 1910 in Hamburg; † 6. März 2007 in Lich, Landkreis Gießen) war eine deutsche Strafrechtlerin, Kriminologin und Hochschullehrerin. Sie hatte von 1965 bis 1975 den Lehrstuhl für Strafrecht und Kriminologie bzw. Kriminalpolitik an der Universität Gießen inne und forschte insbesondere zu Jugendkriminalität. Sie war die erste Strafrechts- und die zweite Juraprofessorin in Deutschland überhaupt.

## Leben
Anne-Eva Brauneck, Tochter eines Hamburger Gymnasialdirektors, studierte am Ende der Weimarer Republik Rechtswissenschaften an der Universität Heidelberg. Mit ihrer Freundin Helga Einsele gehörte sie zu den letzten Schülerinnen des Strafrechtlers, Rechtsphilosophen und ehemaligen Reichsjustizministers Gustav Radbruch und legte 1933 in Hamburg das erste Staatsexamen ab. 1935 wurde sie mit der Arbeit „Pestalozzis Stellung zu den Strafrechtsproblemen“ bei Rudolf Sieverts promoviert. Die Promotion erschien im Jahr darauf in Druckfassung und wurde im schlesischen Breslau verlegt. Sie legte 1937 das Zweite Juristische Staatsexamen ab.
In der Zeit des Nationalsozialismus blieb ihr als Frau trotz ihrer Qualifikation als Volljuristin sowohl der höhere Justiz- oder Verwaltungsdienst als auch die Rechtsanwaltschaft verwehrt. Sie wurde nur im mittleren, nach dem Kriminalassistenten-Examen im gehobenen Dienst der Weiblichen Kriminalpolizei eingestellt. Sie wandte sich Studien zu den familiären Hintergründen jugendlicher Straffälliger zu. Ihre Arbeit wurde von den Nationalsozialisten beargwöhnt, da sie in ihren Untersuchungen die politisch gewünschte These von der Erblichkeit der Kriminalität nicht bestätigte. Brauneck erarbeitete im Reichskriminalpolizeiamt einen Erlass über die „Behandlung der Kinder und Jugendlichen bei der Polizei“.

## „Die Behandlung der Kinder und Jugendlichen bei der Polizei“ (1944)
Der Runderlass „Die Behandlung der Kinder und Jugendlichen bei der Polizei“ vom 3. Januar 1944, unterzeichnet von Heinrich Himmler, ist ein zentraler Text in der Entwicklung der Idee einer präventiven Ausrichtung der Polizei, wenn es sich um Kinder und Jugendliche handelte. Der Text ist laut Arthur Kreuzer von Brauneck verfasst worden und wurde dann von Himmler als Chef der deutschen Polizei unterzeichnet. Über die Ausrichtung des Textes bestehen unterschiedliche Meinungen. Kreuzer gibt an, der Text sei von Himmler „erstaunlicherweise ohne Abstriche übernommen“ worden, obgleich er sogar von Gustav Radbruch als „human“ eingestuft worden sei. Die Historikerin der Weiblichen Kriminalpolizei Ursula Nienhaus dagegen hebt hervor, dass Brauneck im Jahr 1937 in die NSDAP eingetreten sei und dann Sachbearbeiterin bei Friederike Wieking wurde, die höchste Beamtin der Weiblichen Kriminalpolizei während des Nationalsozialismus.
Im Erlass selber ist zu lesen: 

„In der Hand des Beamten liegt es, den jungen Menschen so zu behandeln, wie es seinem Alter, seiner Persönlichkeit und seinem Erbgut angemessen ist, mit dem Ziele ihn zu fördern. Er muß aber auch dazu beitragen, daß möglichst frühzeitig geklärt wird, ob der junge Kriminelle innerlich gesund ist, oder ob sein schlechtes Erbgut ihn in Gefahr setzt, ein Verbrecher zu werden.“

Diese unter Punkt (2) des Erlasses aufgeführte Trennung in Menschen mit „schlechtem Erbgut“ und Menschen, die „innerlich gesund“ sind, reagierte auf das Ziel der nationalsozialistischen Verbrechenspolitik, „Volksgenossen“ von Menschen zu unterscheiden, die kein Teil der Volksgemeinschaft seien.
Das Ziel, die „jungen Menschen“ in den Krieg einzubinden und sie zu klassifizieren, wird gleich zu Beginn unmissverständlich formuliert: 

„Die heranreifenden jungen Menschen von heute werden in nicht ferner Zukunft die Träger unserer Volksgemeinschaft sein. In jedem von ihnen liegt ein bestimmtes Maß von Anlagen und Kräften, die nach inneren Gesetzen zur Entfaltung drängen. Ob aber die vorhandenen positiven Kräfte voll ausreifen werden, hängt wesentlich davon ab, wie die Umwelt sich zu dem jungen Menschen einstellt. Die heldenhafte Bewährung unserer jüngsten Soldaten an der Front zeigt, zu welchem Einsatz mancher bisher unscheinbare junge Mensch fähig ist, wenn er sich vor eine große Aufgabe gestellt sieht.“

Der Erlass führt ebenso die seit 1938 bestehende Bereiterung der sogenannten „Jugendlichenkartei“ fort, die entweder von der Weiblichen Kriminalpolizei oder vom Beauftragten für Jugendsachen geführt werden sollte. Hier führt der Erlass aus, dass „Jugendliche Angehörige schwer asozialer Sippen“ auch dann in die Kartei aufgenommen werden könnten, wenn sie „selbst noch nicht als asozial in Erscheinung getreten sind“ und dass ansonsten „Karten von Juden und Judenmischlingen“ von denen von „Zigeunern und Zigeunermischlingen“ gesondert gekennzeichnet werden sollten.
Der Erlass enthält Teil II mit Erläuterungen. Hier wird verdeutlicht, dass sowohl „ungünstige Anlage und ungünstige frühe Umwelt“, also biologische und soziale Faktoren, dazu beitragen könnten, dass junge Menschen später zu Kriminellen würden. 
Insgesamt dokumentiert der Erlass die Entwicklung hin zu einem Polizeiverständnis, das den Wert des frühen Eingreifens betont, um bereits zu einem frühen Zeitpunkt eine bestehende „Gefährdung“ abwenden zu können. Typisch für die Einbindung rassistischer Kategorien in die nationalsozialistische Polizeireflexion und -praxis werden hier auch solche Elemente integriert. 
Trotz dieser Elemente wurde der Erlass vom 3. Januar 1944 auch in der Nachkriegszeit von führenden Akteurinnen der Weiblichen Kriminalpolizei als Grundlage für ihre Arbeit eingeschätzt.

## Nach dem Zweiten Weltkrieg

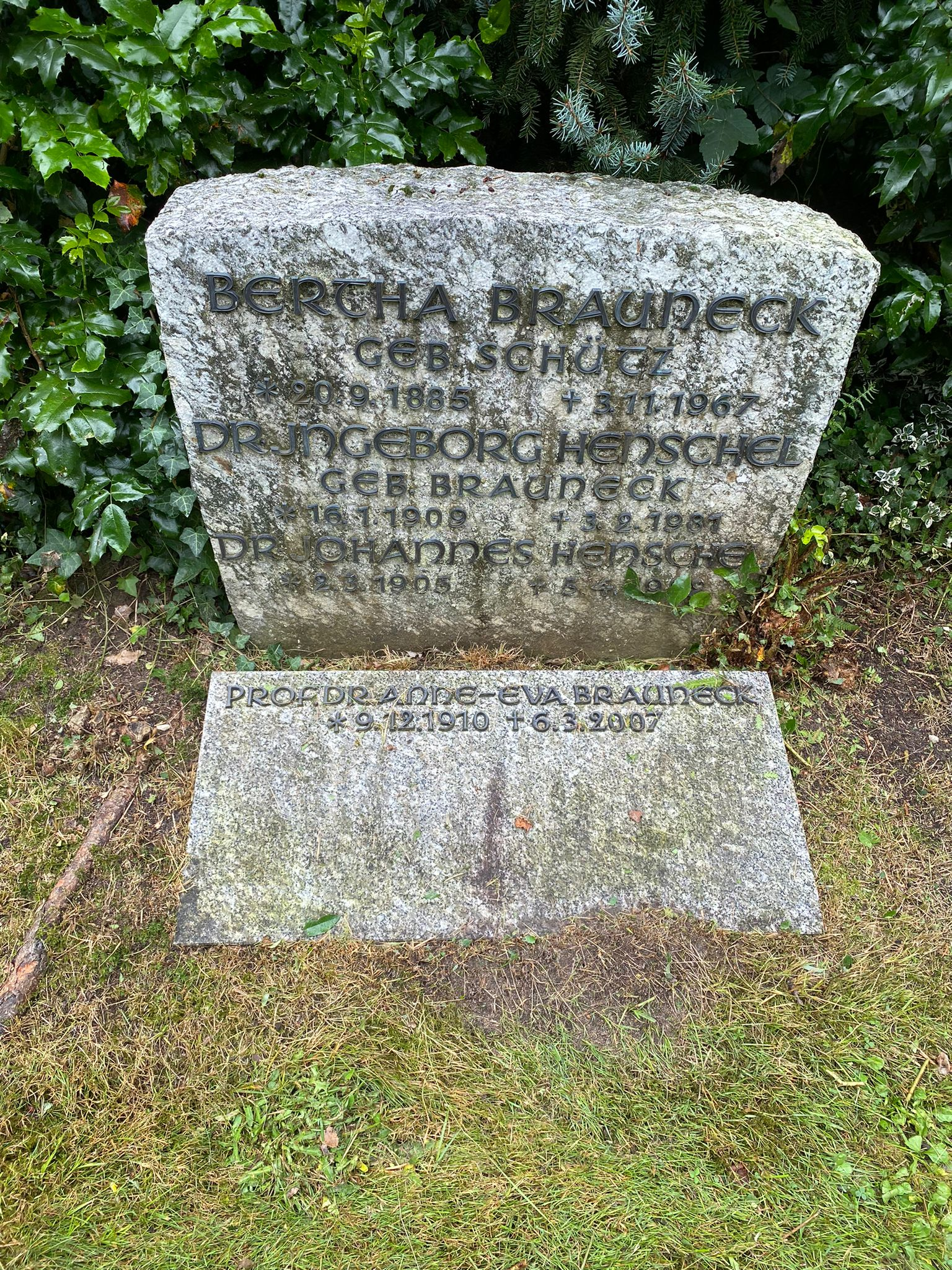
Grabstätte auf dem Friedhof Bergstedt

Nach dem Zweiten Weltkrieg studierte sie zusätzlich Psychologie. Sie arbeitete 1950 bis 1952 in einem Forschungsteam der UNESCO (u. a. mit Rudolf Abshagen), das das Verhältnis der deutschen Jugend zur Autorität untersuchte. Anschließend wurde sie wissenschaftliche Assistentin ihres früheren Doktorvaters Rudolf Sieverts, der an der Universität Hamburg das Seminar für Strafrecht und Kriminalpolitik sowie für Jugendrecht leitete. Zu ihren kriminalwissenschaftlichen Assistentenkollegen in Hamburg zählten Herbert Jäger, Claus Roxin und Horst Schüler-Springorum.
Als Frau musste sie sich die Möglichkeit einer Habilitation noch erkämpfen. Diese erfolgte 1961 mit einer Arbeit über Die Entwicklung jugendlicher Straftäter. Allerdings war das Fach Kriminologie in Hamburg noch nicht als selbstständiges Lehrfach anerkannt. Ihre venia legendi umfasste daher die Fächer „Strafrecht und strafrechtliche Hilfswissenschaften“. 1965 wurde sie auf den Lehrstuhl für Strafrecht und Kriminologie an der Universität Gießen berufen. Nach Gertrud Schubart-Fikentscher, die seit 1948 einen Lehrstuhl für Bürgerliches Recht und Deutsche Rechtsgeschichte an der Universität Halle-Wittenberg innehatte, war Brauneck die zweite Juraprofessorin in Deutschland und die erste in der Bundesrepublik. Ihr Lehrstuhl wurde später in einen solchen für Kriminologie und Kriminalpolitik umgewidmet. Im Jahre 1975 wurde sie emeritiert.
Brauneck hat sich um den Deutschen Juristinnenbund, die Deutsche Vereinigung für Jugendgerichte und Jugendgerichtshilfen, den wissenschaftlich-reformpolitischen Arbeitskreis deutscher, österreichischer und schweizerischer Strafrechtslehrer („Alternativprofessoren“), die Humanistische Union und die Monatsschrift für Kriminologie und Strafrechtsreform verdient gemacht. Sie hat drei habilitierte Schüler. Ihr Nachfolger auf dem Lehrstuhl war 1976 Arthur Kreuzer, der bei ihr studiert hatte. Am 6. März 2007 verstarb sie 96-jährig im mittelhessischen Lich und wurde in Hamburg auf dem Friedhof Bergstedt beigesetzt.

## Werke
- Pestalozzis Stellung zu den Strafrechtsproblemen. (Dissertationsschrift, Hamburg 1936)
- mit Knut Pipping und Rudolf Abshagen: Gespräche mit der deutschen Jugend. Ein Beitrag zum Autoritätsproblem, Helsingfors 1954
- Die Entwicklung jugendlicher Straftäter. (Habilitationsschrift, Hamburg 1961)
- Allgemeine Kriminologie. (1970)
- Fühlen und Denken. (1997)
- Interview in: M.  Fabricius-Brand  u.  a.,  Hrsg.,  Juristinnen,  Berlin  1982  S.  167 ff.